# Gerard Williams
Gerard Geron Augustus Williams (* 4. Juni 1988 in Old Road Town) ist ein Fußballspieler von St. Kitts und Nevis.

## Karriere

### Klub
Er begann seine Spielerkarriere in seiner Heimat beim Old Road FC und wechselte später nach England zum FC Sunderland, dessen U-21 er zur Saison 2009/10 verließ. Seine erste Station war danach W Connection auf Trinidad und Tobago. Dort sollte er dann einen sehr großen Teil seiner Karriere verbringen. Hier nahm er mit seiner Mannschaft insgesamt fünf Mal an der CONCACAF Champions League teil, kam dort aber nie über die Gruppenphase hinaus. Im April 2019 verließ er schließlich den Klub, um sich in seinem Heimatland dem Cayon Rockets FC anzuschließen. Dort verblieb er jedoch auch nur bis zum September desselben Jahres und wechselte anschließend weiter nach Indien zum I-League Klub TRAU FC. Seit Juli 2020 ist er allerdings vereinslos.

### Nationalmannschaft
Sein Debüt im Trikot der Nationalmannschaft von St. Kitts und Nevis bestritt er in der Qualifikation für die Karibikmeisterschaft am 20. September 2006 bei einem 1:1-Auswärtsspiel bei der Auswahl von Barbados. Seitdem spielt er bis heute regelmäßig immer wieder in der Auswahl seines Landes.